# Mouvement libéral calédonien
Le Mouvement libéral calédonien (MLC) est un ancien parti politique de Nouvelle-Calédonie formé le 19 août 1971 par des dissidents européens (ou caldoches) de l'Union calédonienne (UC, centriste et autonomiste qui dominait la vie politique locale depuis sa création en 1953), partisans de l'autonomie administrative et de gestion mais pas du changement de statut constitutionnel de la Nouvelle-Calédonie (dit « d'autonomie interne » voulu à l'époque par les dirigeants de l'UC, et vu par la MLC comme un premier pas vers l'indépendance).

## Formation
La création du MLC le 19 août 1971 fait suite à l'expulsion de l'UC le 12 juillet précédent de l'ancien conseiller de la République (ou sénateur, de 1955 à 1959, membre à l'époque du groupe des Indépendants d'outre-mer) et président de l'Assemblée territoriale de Nouvelle-Calédonie (de 1957 à 1960 et de 1966 à 1970) Armand Ohlen, du maire de Poya (de 1961 à 1974) et président de la Commission permanente de l'Assemblée territoriale (de 1967 à 1972) Georges Nagle et de Max Frouin. Ceux-ci sont notamment les principaux responsables du rejet par l'Assemblée territoriale le 9 juillet de deux textes présentés par le Conseil de gouvernement UC visant à dessiner un nouveau statut d'« autonomie interne » différent de celui de TOM pour la Nouvelle-Calédonie. D'autres élus européens de l'Union calédonienne quittent ensuite ce parti par solidarité pour Ohlen, Nagle et Frouin : Jean Lèques (président de l'Assemblée territoriale depuis 1970), Évenor de Greslan et André Bressler. Un membre de l'opposition de droite, Claude Parazols, les rejoint bientôt. 
Cette dissidence, couplée avec celle en janvier 1971 de Kanaks jugeant au contraire l'UC comme n'allant pas assez loin sur le plan de l'autonomie et réunis autour de Yann Céléné Uregeï dans l'Union multiraciale de Nouvelle-Calédonie (UMNC), fait perdre la majorité absolue à l'Union calédonienne pour la première fois de son histoire à l'Assemblée territoriale (avec 12 élus sur 35, le MLC en réunissant 7). Le MLC porte à sa tête Georges Nagle tandis qu'Armand Ohlen en est la figure tutélaire (il se retire de la vie politique active l'année suivante). Son but est une large décentralisation, une décentralisation administrative et de gestion (notamment par le transfert de certaines compétences et l'abolition des lois Billotte de 1969 qui plaçaient l'exploitation minière sous le contrôle direct de l'État) faite dans le cadre du statut du TOM et le maintien au sein de la République française. 

## Les élections territoriales de 1972
La première expérience électorale du MLC sont les territoriales du 10 septembre 1972. Le parti présente des listes dans deux circonscriptions : dans le Sud (menée par Jean Lèques) et dans l'Ouest (tirée par Georges Nagle). Elle obtient le deuxième score dans le Sud, derrière l'Entente démocratique et sociale (EDS, formation de droite non-gaulliste et opposée à l'UC, menée par le sénateur RI Henri Lafleur, son fils Jacques Lafleur et le maire de Nouméa Roger Laroque) mais devant l'UC. Elle obtient en tout 5 des 35 sièges de l'Assemblée territoriale, dont 4 dans le Sud (Jean Lèques, Max Frouin, Claude Parazols et Freddy Gosse) et un dans l'Ouest (Georges Nagle).  
Par la suite, le MLC monte sa propre liste pour l'élection au Conseil de gouvernement, qui est élu à la proportionnelle par l'Assemblée territoriale. Claude Parazols la mène, et obtient un des cinq postes à pourvoir au sein de l'exécutif néo-calédonien. Il laisse ainsi son fauteuil à l'Assemblée territoriale à son suivant de liste dans le Sud, Poï Joseph Halahigano. Le 24 mai 1974, Freddy Gosse démissionne et permet ainsi à Évenor de Greslan de redevenir membre de l'Assemblée territoriale. Après son décès le 21 juillet 1974, Parazols est remplacé au Conseil de gouvernement par Marc Oiremoin, un de ses suivants de liste MLC. 

## L'élection législative de 1973 et présidentielle de 1974
Pour l'élection législative des 4 et 11 mars 1973, le MLC forme un « Front contre l'autonomie » (sous-entendu contre l'autonomie interne) avec l'EDS et l'Union démocratique gaulliste. Jean Lèques est candidat contre le député sortant (UC) Rock Pidjot, tandis que son suppléant est le directeur de l'agence de Lifou de la Banque de l'Indochine, proche de l'EDS, Marcel Wacapo. Arrivé en tête au premier tour (avec 16 050 voix contre 15 295 à Rock Pidjot), il se qualifie pour le second tour, mais perd alors avec 48,13 % des suffrages contre 51,87 % à Pidjot.      
Pour l'élection présidentielle de 1974, la MLC apporte activement son soutien au candidat RI Valéry Giscard d'Estaing, comme l'EDS. Il réalise le troisième score sur l'ensemble du Territoire avec 8 524 voix au premier tour, derrière le socialiste François Mitterrand (14 521, soutenu par l'UC) et le gaulliste Jacques Chaban-Delmas (9 575), mais le plus important à Nouméa où il réunit 40,46 % des suffrages contre 31,49 % à François Mitterrand. Au deuxième tour, alors qu'il l'emporte sur le plan national, Giscard est battu localement par 49,25 % des voix (mais 65,7 % à Nouméa) contre 50,75 au premier secrétaire du PS.

## Vers l'union du camp anti-indépendantiste
Aux élections territoriales du 11 septembre 1977, le MLC connaît un certain désaveu du fait que l'essentiel de son électorat se reporte sur le Rassemblement pour la Calédonie RPC, mouvement tout juste créé par Jacques Lafleur pour fédérer l'ensemble des opposants à l'idée d'indépendance face à la montée de cette revendication au sein de la classe politique locale (y compris au sein de la direction de l'UC). Le RPC devient alors le premier parti du Territoire, avec 12 sièges sur 35 dont 7 sur 16 dans le Sud. Le MLC pour sa part n'obtient que deux élus (Jean Lèques et Max Frouin), tous deux dans la circonscription Sud. Ils forment immédiatement une majorité dominée par le RPC et unissant également les formations centristes et autonomistes mais anti-indépendantistes de l'Union de Nouvelle-Calédonie (UNC, dernière dissidence en date de l'UC, du maire de Bourail Jean-Pierre Aïfa, 2 sièges), l'Union pour la renaissance de la Calédonie (URC, proche du Parti radical métropolitain, menée par le maire de Ponérihouen Théophile Wakolo Pouyé et Edwige Antier, 1 élue), l'Entente toutes ethnies (ETE, du centre droit, mené par le docteur Raymond Mura, un élu) et l'UD (1 élu). 
Aux élections législatives des 12 et 19 mars 1978 (les premières où furent élus deux députés en Nouvelle-Calédonie), le MLC soutient les candidats du RPC dans les deux circonscriptions : Dick Ukeiwé dans la 1re (ou circonscription Est, correspondant à la côte Est de la Grande Terre et aux Îles Loyauté) et Jacques Lafleur dans la 2e (ou circonscription Ouest). Ce dernier est élu, mais Ukeiwé est battu par le sortant de l'UC Rock Pidjot. 
Finalement, le 21 juillet 1978, le RPC se transforme en Rassemblement pour la Calédonie dans la République (RPCR), tout en s'associant au Rassemblement pour la République (RPR) métropolitain, après avoir absorbé le MLC, l'URC, l'ETE et la fédération locale du RPR (fondé entretemps par des dissidents momentanés du RPC emmenés par Dick Ukeiwé avec le soutien de Roger Laroque). Toutefois le choix de l'affiliation au parti chiraquien ne fait pas l'unanimité au sein de ce nouveau mouvement, notamment de la part de ses éléments centristes et giscardiens : c'est le cas du sénateur Lionel Cherrier (qui a succédé à Henri Lafleur après son décès en 1974), de Georges Nagle (qui n'est plus élu depuis 1977) ainsi que des anciennes URC et ETE qui reprennent leur indépendance. Ils vont se rapprocher de l'UNC de Jean-Pierre Aïfa et des gaullistes orthodoxes de l'UD pour créer la Fédération pour une nouvelle société calédonienne (FNSC) le 29 mai 1979. Un autre membre fondateur du MLC qui a perdu son siège en 1977, Évenor de Greslan, refuse de participer au RPCR et va rejoindre à sa création en 1979 la Fédération socialiste calédonienne (FSC), petite formation de gauche mais anti-indépendantiste. Jean Lèques et Max Frouin vont devenir des cadres du RPCR, tout particulièrement le premier (et ce jusqu'à aujourd'hui) qui va être de nouveau président de l'Assemblée territoriale de 1980 à 1981 et de 1982 à 1983, suppléant du député Jacques Lafleur dans la 2e circonscription de 1981 à 1986, maire de Nouméa depuis 1986 et président du premier gouvernement local issu de l'accord de Nouméa de 1999 à 2001.       